# Église Saint-Pierre-aux-Nonnains de Metz
Pour les articles homonymes, voir Église Saint-Pierre.
L’église Saint-Pierre-aux-Nonnains est un édifice gallo-romain du  IVe siècle, situé à Metz, en Lorraine. Le bâtiment est une ancienne palestre d'un ensemble thermal, ou une basilique civile, convertie en église abbatiale avant le VIIe siècle de notre ère. Au VIIe siècle, le bâtiment est en effet l'église d’une abbaye bénédictine, qui s'installe sur le site.

## Historique

### Les thermes gallo-romains et la basilique civile
L’édifice romain date probablement de la fin de la dynastie valentinienne, sous le règne de Théodose. C'était alors peut-être la palestre d’un ensemble thermal. On reconnaît les murs romains à leurs chaînages de briques, séparant des rangées de pierres taillées (opus mixtum).
La ville est envahie et détruite une première fois en 253 par les Alamans. Dans ce climat de moindre sécurité, Metz s’entoure d’une enceinte de 3,5 m d’épaisseur percée de plusieurs portes où sont remployés des éléments d’architecture et des stèles des monuments romains. Ces troubles et les premières invasions entraînent certainement un ralentissement des activités artisanales. La construction de la basilique Saint-Pierre-aux-Nonnains date de cette époque.

### Conversion en église chrétienne
Au VIIe siècle, l’édifice est aménagé pour le culte chrétien et reçoit une balustrade en pierre de taille, ou chancel, pour séparer le chœur de la nef. Ce chancel est actuellement conservé aux musées de Metz.

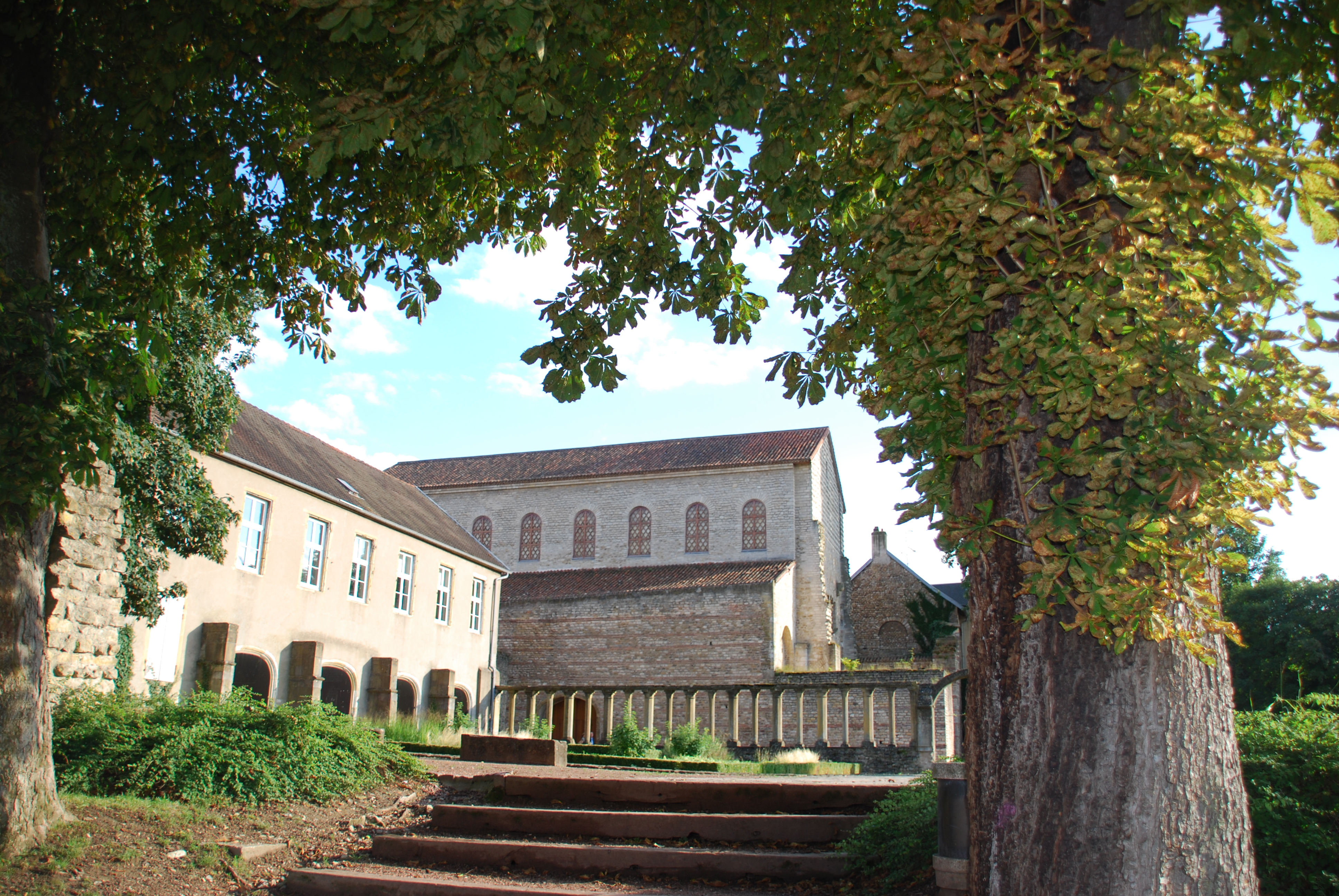
Côté est, cloître.

La nef est construite vers l’an 1000 dans le style roman, ce qui correspond à l’époque ottonienne pour le Saint-Empire romain germanique, dont Metz fait alors partie. Aux Xe et XIe siècles, l’empereur Otton Ier du Saint-Empire enrichit l’abbaye et de grands travaux sont entrepris.
Aux XVe et XVIe siècles, des voûtes gothiques sont construites au-dessus de la nef et des bas-côtés. 
Lors du siège de Metz par Charles Quint en 1552, François de Guise fait raser une quarantaine d’édifices religieux, dont une partie de l'abbaye Saint-Pierre-aux-Nonnains.
À partir de 1556, lors de la construction de la citadelle, elle est transformée en entrepôt militaire et reste affectée à cet usage jusqu’au XXe siècle. 
L'église est classée « monument historique » en 1909, les restes du cloître le sont en 1932. En 1946, le conseil municipal accepte la cession de différents bâtiments par l’armée à la ville, dont la chapelle Saint-Pierre-aux-Nonnains. La restauration du bâtiment commence dans les années 1970, désormais une salle de concerts et d’expositions.

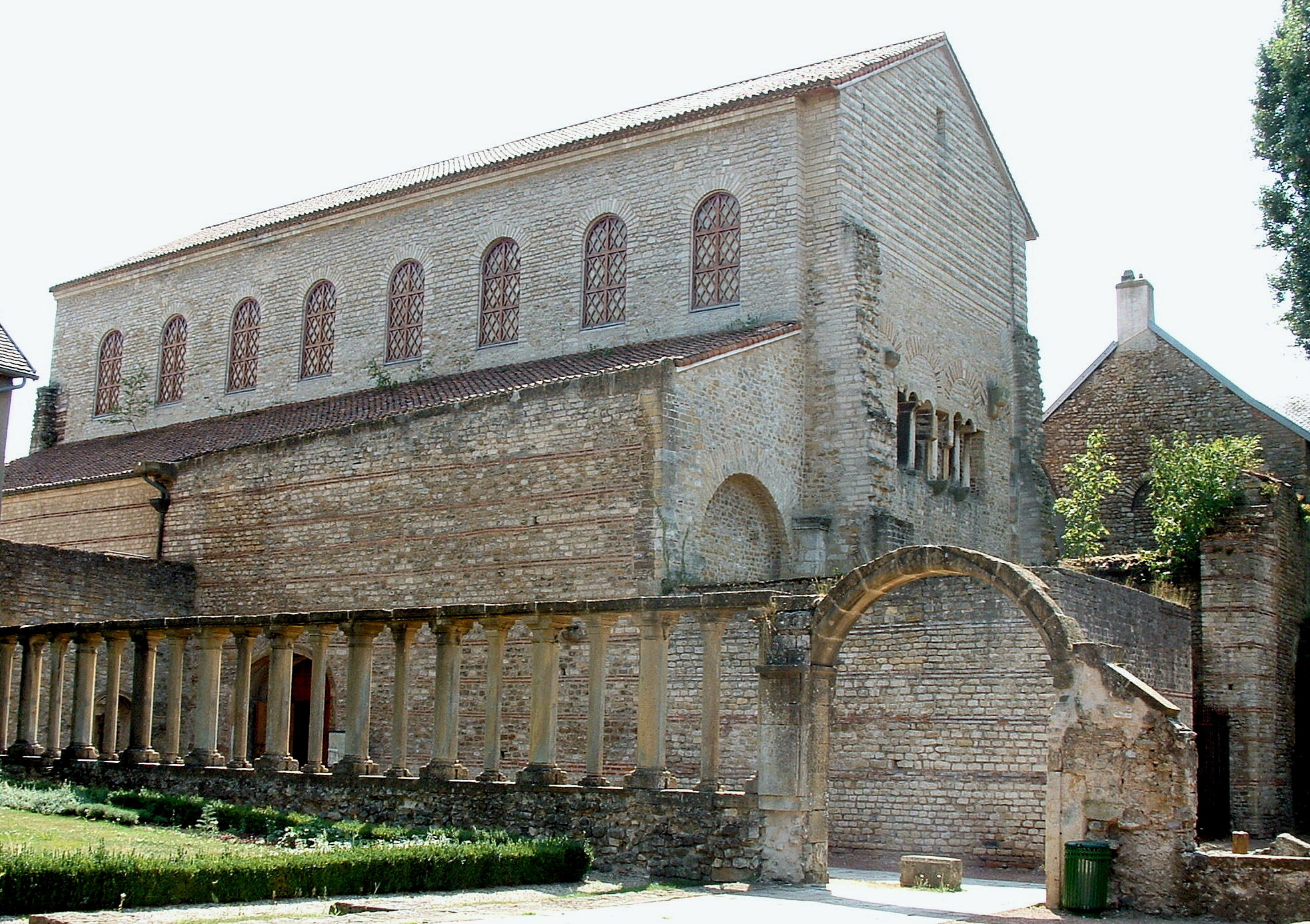
Face est du bâtiment.
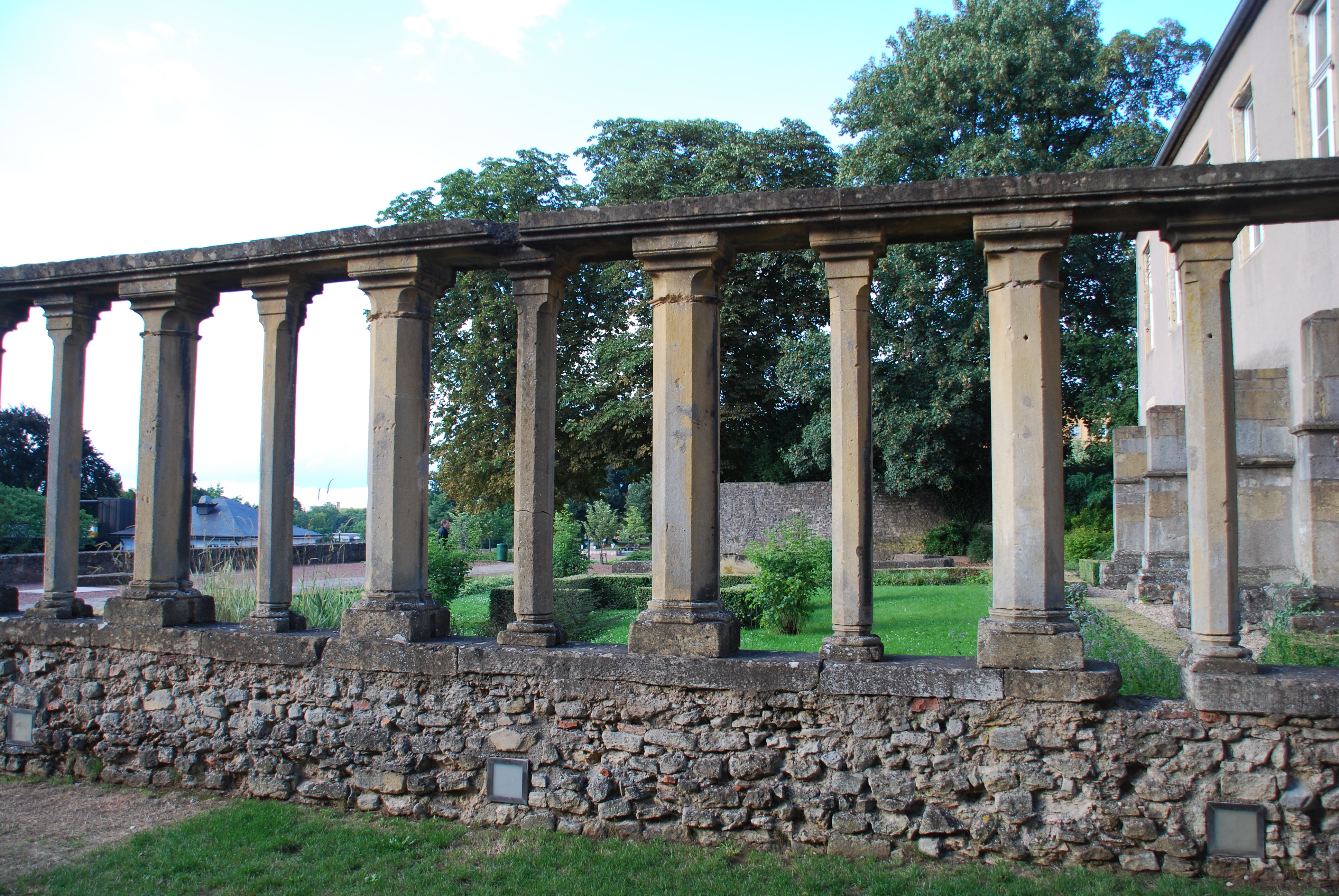
Vestiges du cloître du XVIe siècle.

## Archéologie et restaurations

### Plan et caractéristiques générales

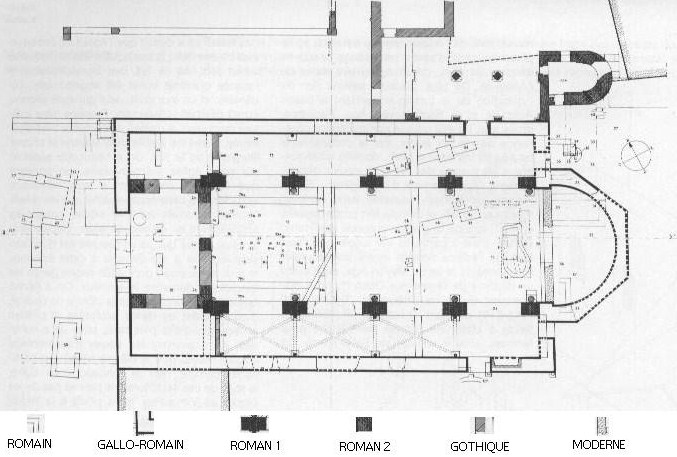
Plan de l'église et périodes de construction depuis l'époque romaine.

L’église abbatiale est installée dans une salle à une seule nef, mesurant extérieurement 36,8 × 20 m. À l’est, elle est dotée d’une abside extérieurement polygonale et semi-circulaire de l’intérieur, large de 9,85 m et profonde de 5,1 m. La salle est accessible à l’ouest par une porte monumentale.
L’abbaye subit plusieurs modifications, au cours des VIIe et VIIIe siècles notamment.
Au VIIe siècle, l'église est largement modifiée. L’abside est définitivement occultée, obturée par la construction d’un mur, actuellement noyé dans la construction médiévale. Un chœur surélevé, profond de 10 m, est créé à l’est de la salle. Le mur de soutènement de la plate-forme orientale a peut-être supporté un premier chancel (un sol correspondrait en effet à ce remaniement à 45 cm au-dessus du béton romain). Une plate-forme similaire, mais plus étroite, occupait certainement le revers de la façade occidentale.
La salle rectangulaire est divisée transversalement en trois parties de superficies inégales.
La façade est recouverte d’un enduit rouge.

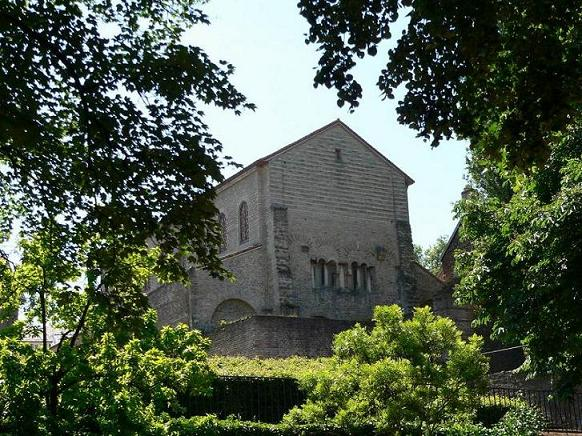
Façade nord, toiture rehaussée, porche remanié, mur d’enceinte arasé.
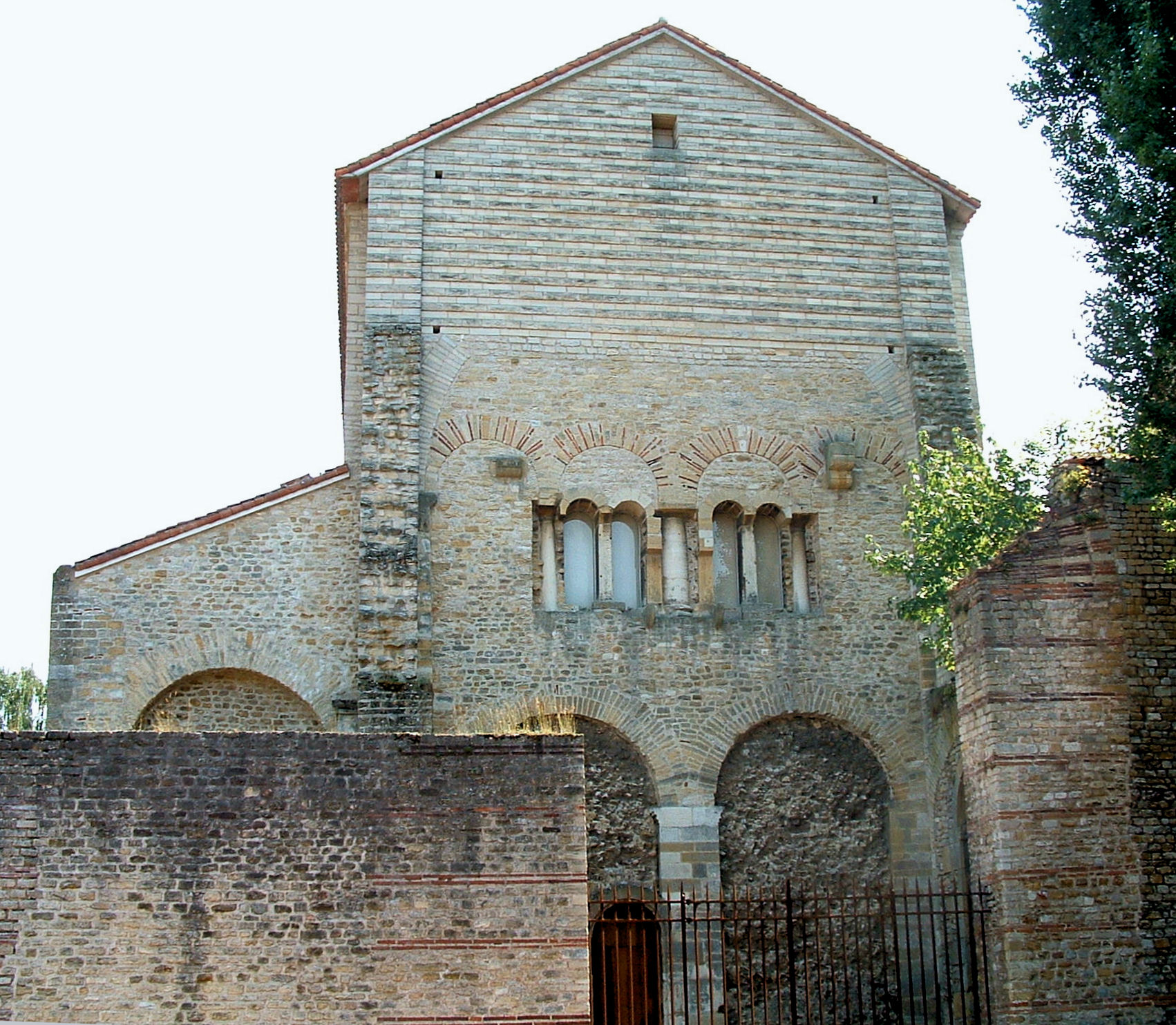
Façade nord, avec arcs mérovingiens.

### Le chancel

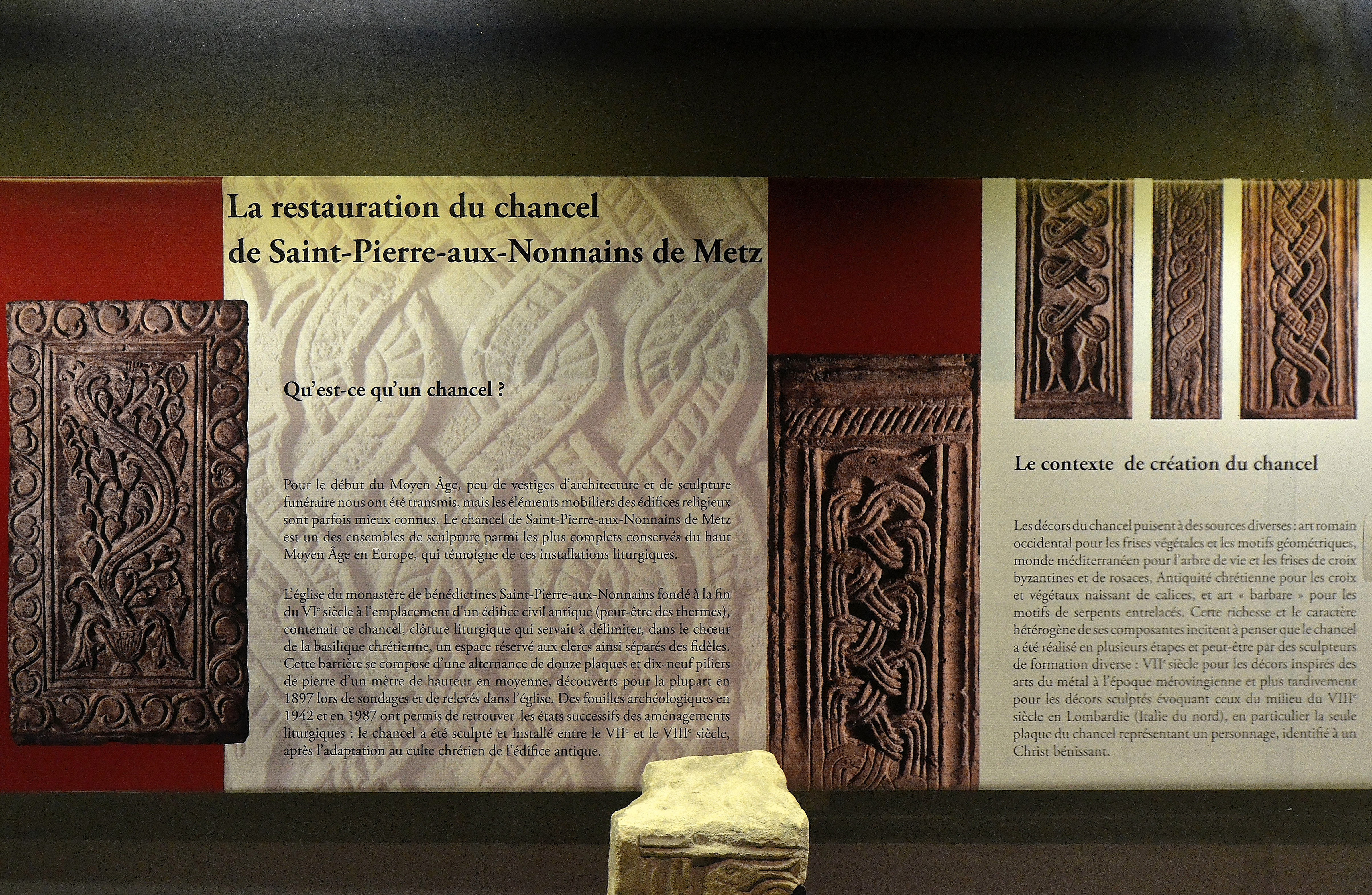
Présentation du chancel au musée de la Cour d'or.

Le chancel est installé au VIIIe siècle. Constituée de douze panneaux et vingt-et-un piliers en calcaire blanc ou jaune, cette barrière de pierre séparant le chœur des fidèles est relativement bien conservée, ses panneaux ayant été protégés, car scellés dans les piliers, face sculptée vers l’intérieur.
Les panneaux ont une hauteur de 1,09 à 1,10 m, une largeur de 50 à 74 cm et une épaisseur de 18 à 24 cm. La hauteur des piliers est de 1 m à 1,10 m.
L’assemblage se fait par des languettes dans les panneaux correspondant à des rainures dans les piliers, c’est-à-dire par un système tenons et mortaises. Un des piliers présente trois mortaises, ce qui laisse penser au départ d'un couloir à cet endroit et prouve la présence d’un plan non rectiligne.
La technique utilisée pour la réalisation des décorations est le semi-méplat, le relief étant constitué de deux plans parallèles, celui du fond, évidé, et celui de la surface des formes, reliés l’un à l’autre par une surface courbe.

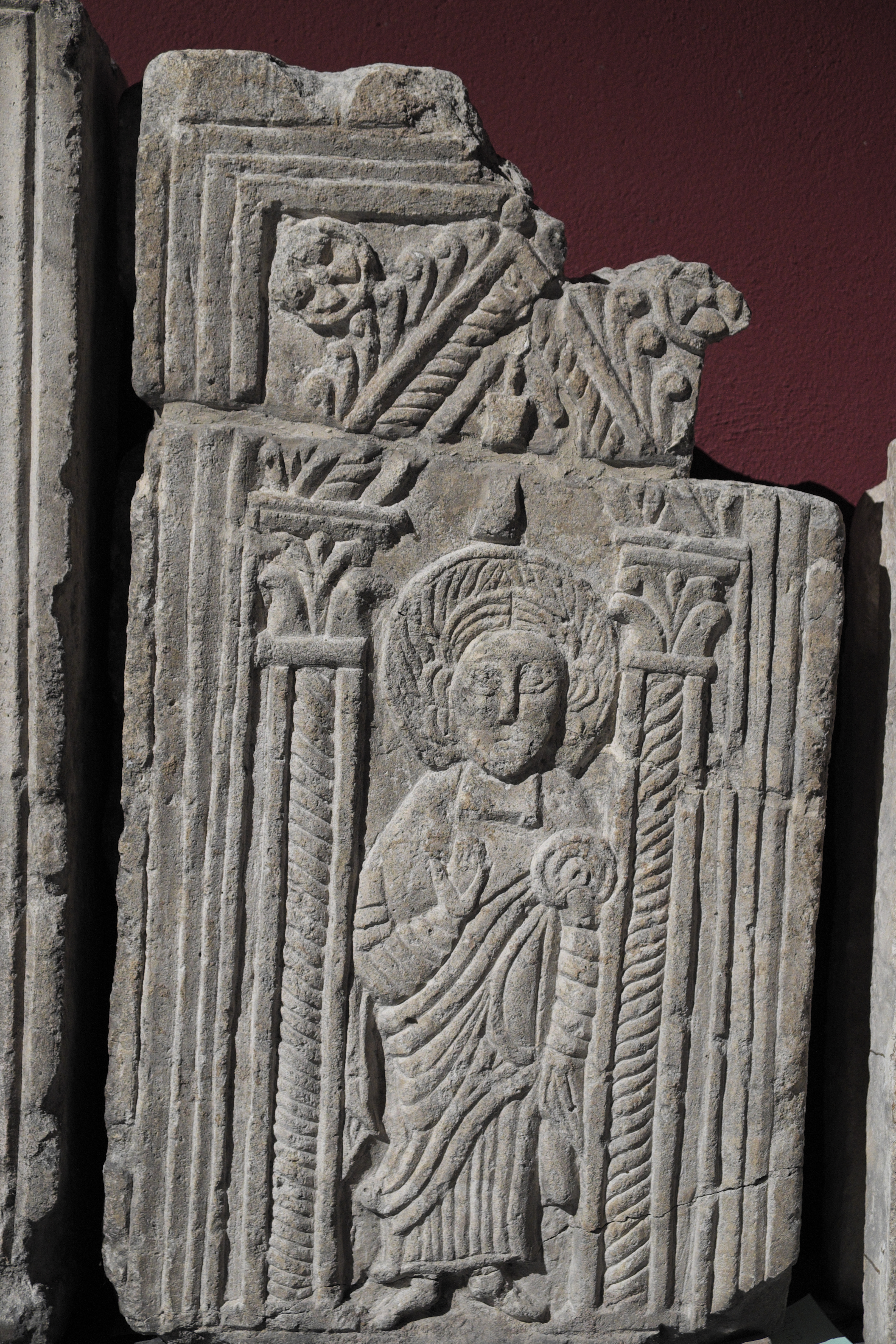
Vestige du chancel : Christ nimbé.

Les éléments décoratifs témoignent d’une inspiration variant de motifs paléochrétiens à un art « barbare ». Ces derniers sont de trois sortes : tout d’abord sont présentes des représentations végétales  (arbre de vie sortant d’un calice, palmettes, rinceaux, terminés parfois par une tête de serpent) ; puis des décors géométriques, constitués d’arcades, de damiers ; enfin, des entrelacs animaliers, faits surtout de serpents, dont le corps est constitué d’un ruban composé, avec une tête en « canard » marquée d’un œil à l’orbite circulaire traitée en relief.
Le chancel présente également le Christ : placé entre deux piliers supportant un arc en mitre, nimbé et vêtu d’une longue tunique à encolure carrée et d’une toge, il présente sa main droite et tient dans la gauche un disque. Diverses interprétations sont proposées à ce sujet : une première voudrait que la main soit levée en signe de bénédiction et que le disque soit issu d’une symbolique du pouvoir. On peut aussi y voir une représentation de l’Eucharistie, le vin étant alors symbolisé par un calice sans pied et le disque correspondant au pain de la consécration. Parfois, le disque est analysé comme étant une fibule.

Chancel de Saint-Pierre-aux-Nonnains
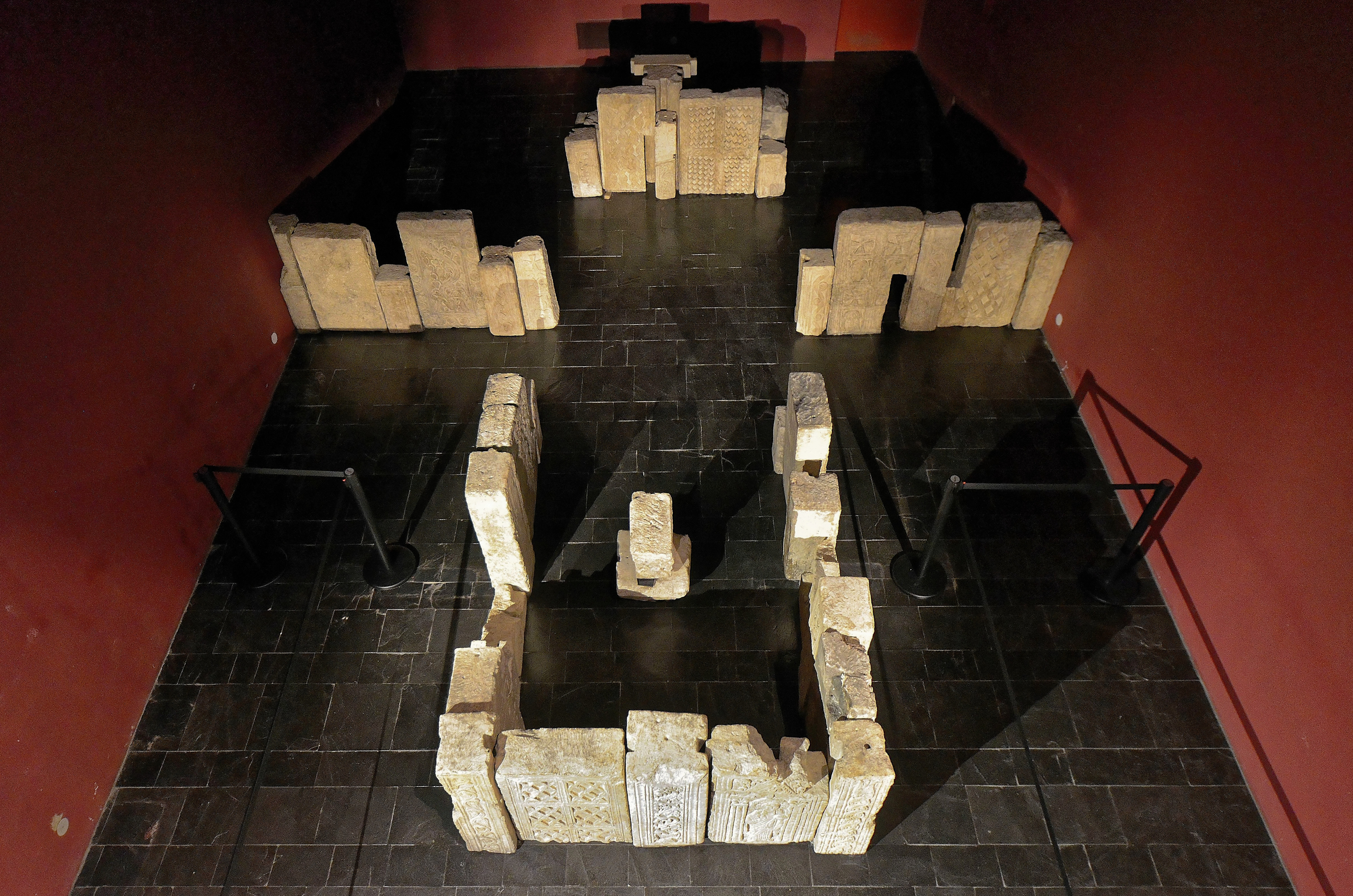
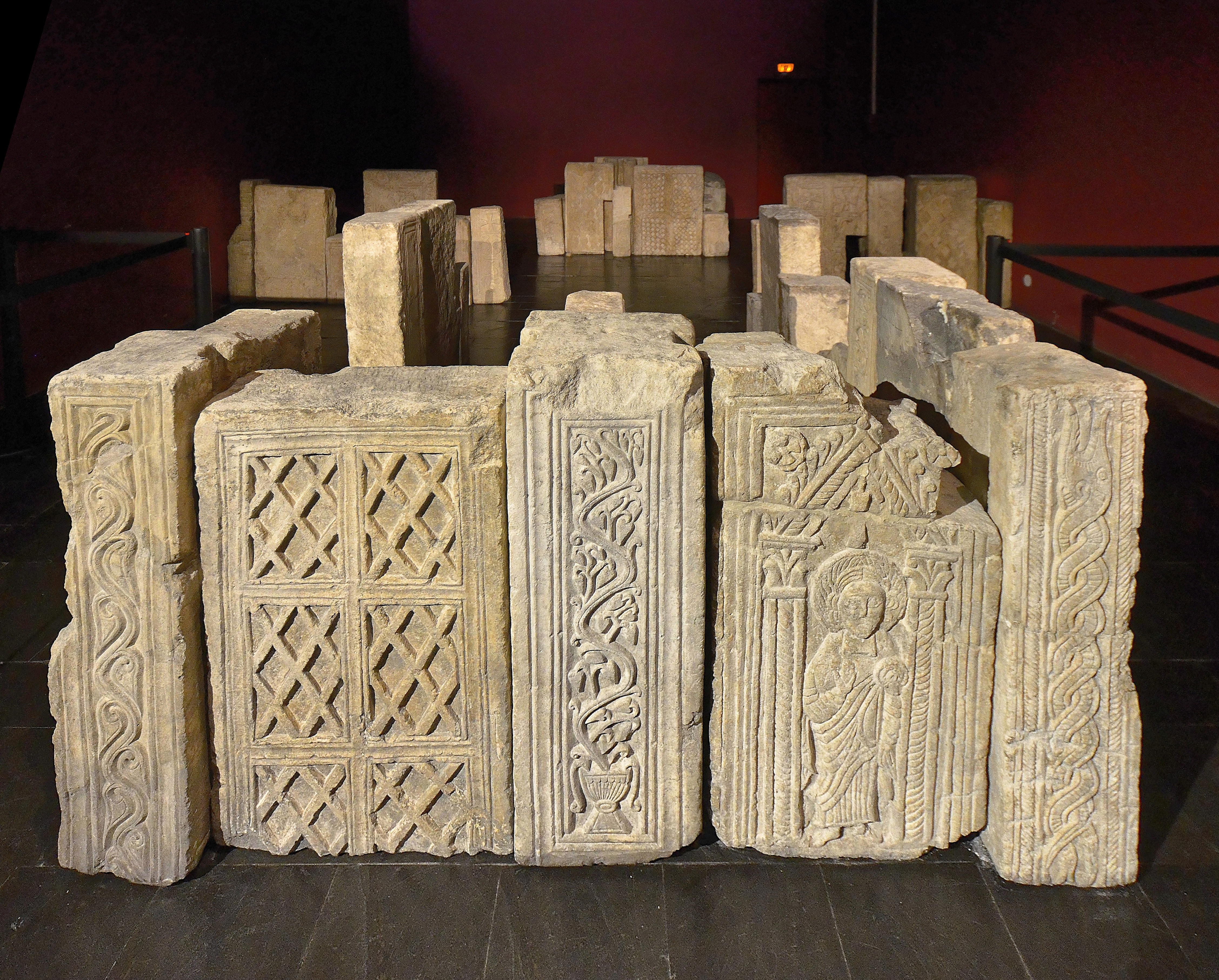

### Fouilles et études
Les restaurations ont concerné les usages successifs de palestre, thermes, palais aulal, abbaye bénédictine, église, caserne militaire, puis salle d’actions artistiques.
Les premières études et campagnes de fouilles furent menées en 1897-1898 par E. Knitterscheid dans Saint-Pierre de la citadelle, à l’époque une caserne militaire sur deux étages et citadelle du XVIe siècle, aménagée de façon continue jusqu’au XIXe siècle et destinée à cet usage jusqu’après la Deuxième Guerre mondiale.

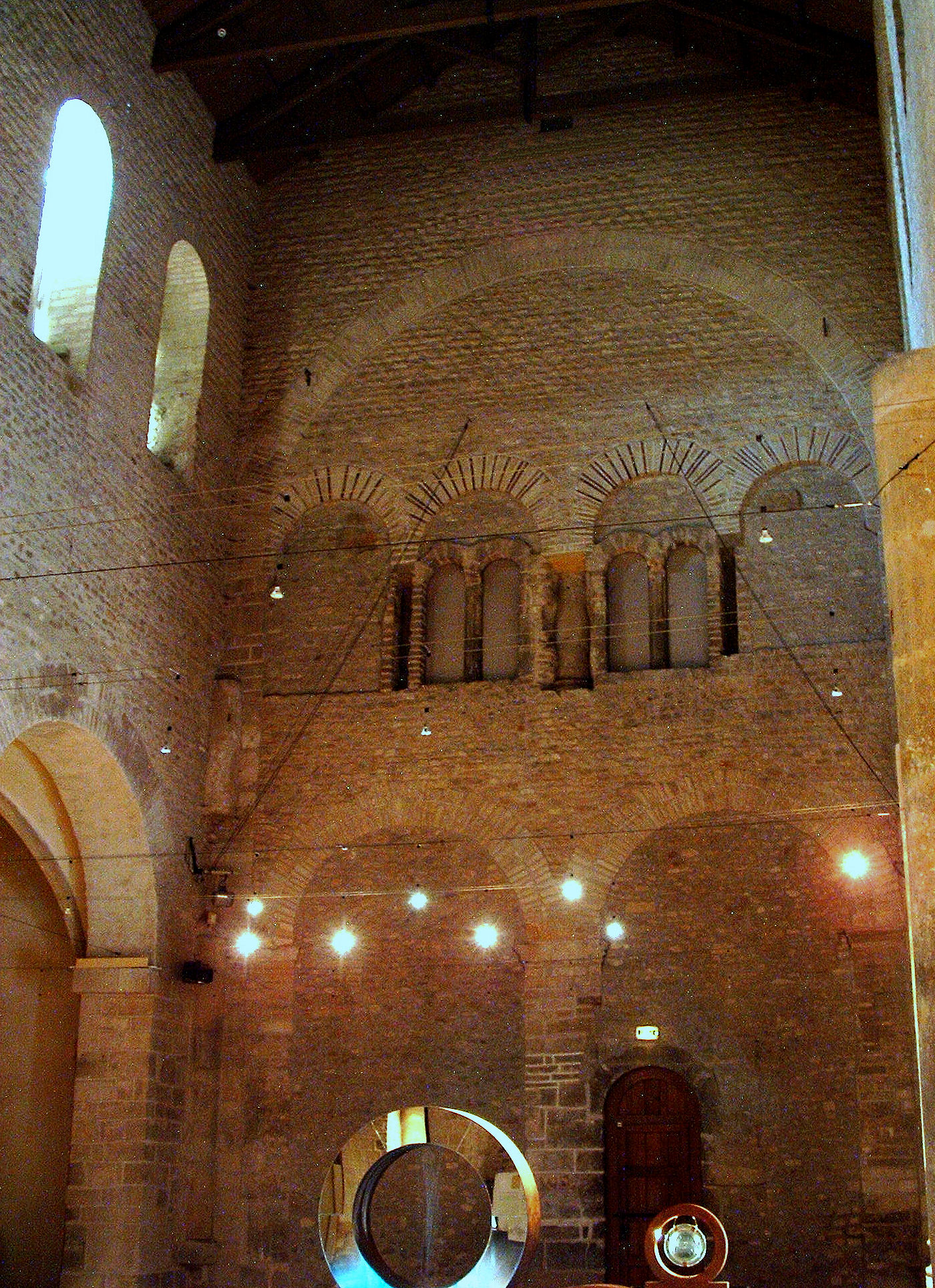
Intérieur : mur nord, ajout d'époque mérovingienne.

La deuxième phase de fouilles est entreprise par Ludwig Reusch, 1942-1944, qui trouve un édifice de construction romaine de 36,5 × 21,5 m avec une élévation de 20 mètres. Elle avait une abside semi-circulaire en face interne et polygonale depuis l’extérieur. Les murs sont de 1,26 m d’épaisseur, en pierre de calcaire et petit appareil, avec des chaînages de briques, le mur oriental ayant été fortement remanié.
Une troisième phase de fouilles, française (les deux campagnes précédentes ayant été faites sous administration allemande), par J.-J. Hatt, en 1959-1960 et C. Heitz en 1964 et enfin de R. Will en 1975, met au jour des parties plus anciennes et d’utilisation laïque, sous l’édifice et devant la façade occidentale : villa romaine, palestre, thermes. Il est alors proposé que ce fut une bâtisse ayant rôle d'aula palatina à l’image de celle de Trèves, sous Constantin en 310. H. Milius et R. Will émettent l’hypothèse que ce palais ne fut jamais terminé. L’utilisation du bâtiment reste floue jusqu’à des traces écrites d'Otton Ier du Saint-Empire et la création d’une abbaye bénédictine pour femmes dédiée à saint Pierre. Puis des traces écrites de travaux, bien courtes, sous Adalbéron II de Metz, font penser que la majeure partie des transformations seraient de cette époque. L’apparition d’une salle, peut-être capitulaire, mise au jour par R. Will en 1977, au nord, daterait de cette phase de remaniement.
Ensuite, des travaux du XVe siècle apportent deux murs d’un cloître au nord et au sud, un mur percé d’une baie et de deux lancettes, ainsi que des modifications des colonnades de la nef. Avec le siège par Charles Quint en 1552, la part militaire prend le dessus, avec des ouvertures, des escaliers et une refonte du toit, pour la commodité des mouvements et des stockages. Les archives écrites sont toutefois assez rares. L’armée abandonnera le bâtiment en 1920.

### Restaurations
La question se pose donc, dans les années 1970 : comment envisager la restauration du bâtiment ? Comment faire, pour ne rien démolir et ne rien ajouter comme il était envisagé ? La part romaine est faible, la part romane dans le style ottonien est importante et rare en France, la part gothique est dénaturée par les travaux du XVIe siècle.

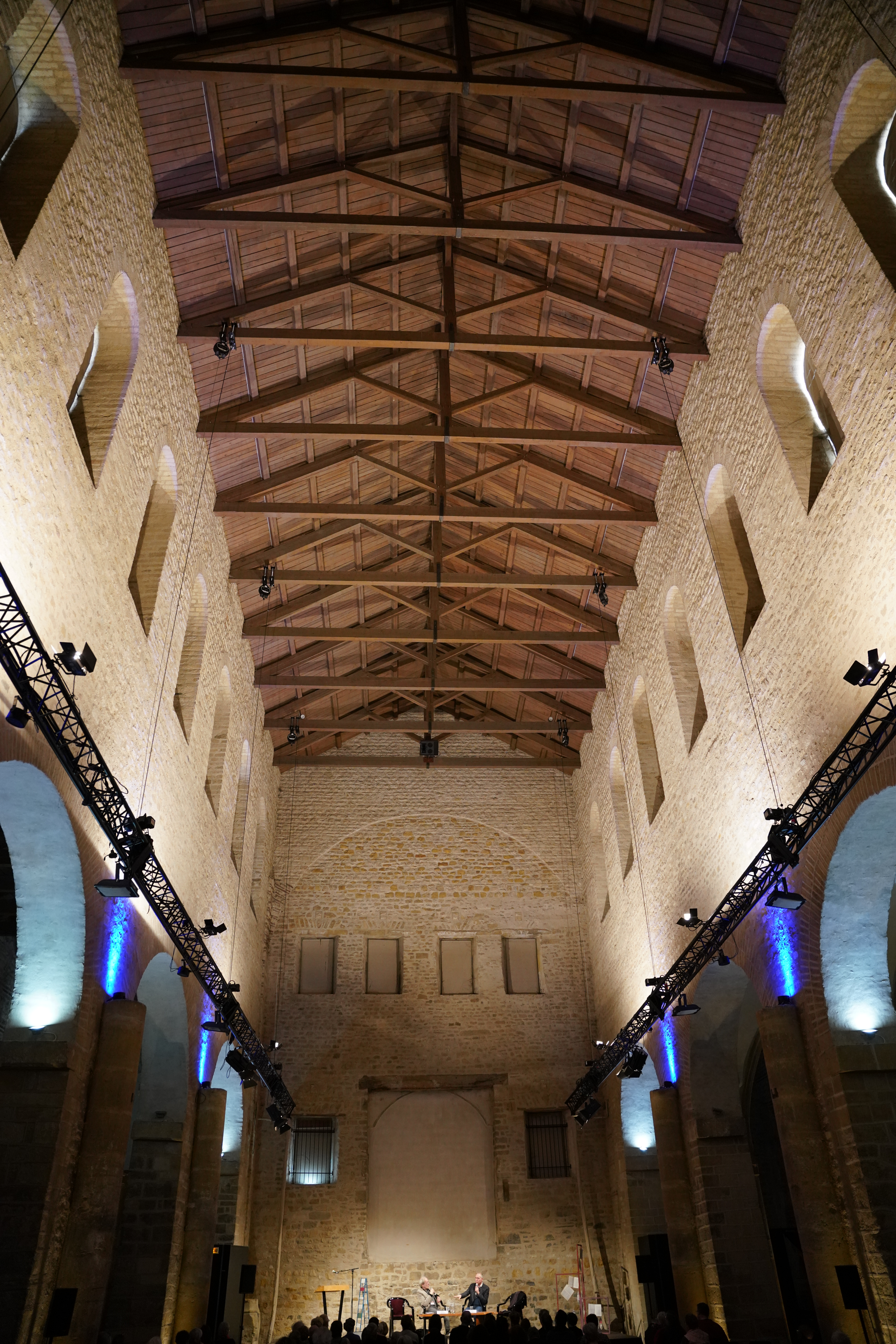
Lors d'une manifestation culturelle.

Il est transigé par démolir le moins possible et rebâtir avec parcimonie, l’idée étant de remettre en valeur un équilibre esthétique cohérent. L’allure générale d’une église ottonienne en surélevant la toiture, de rares vestiges romains, des traces des aménagements militaires en gardant les structures des ouvertures dans le mur, avec une volonté de maintien de l’apport gothique avec les qualités exigées par le chant grégorien — des pots acoustiques ayant été découverts dans le sol de la tribune — pour l’usage artistique actuel.
C’est donc une nouvelle métamorphose qui fait renaître cet édifice, qui fut une des plus anciennes églises de France et qui retrouve une aura d’importance par une vie culturelle au cœur de la ville de Metz.

### Datation de l'édifice actuel
Il faut bien distinguer ici la datation de l’édifice actuel, d’époque gallo-romaine (IVe siècle), de la fondation de l’église dédiée à Saint-Pierre, de l’époque mérovingienne (VIIe siècle). Pour dater un édifice de ce type, deux approches complémentaires sont possibles, l’une archéologique, l’autre documentaire. L’histoire de Metz reste floue entre la seconde moitié du IVe siècle et l’an 561, date à laquelle la ville devient la nouvelle capitale d’Austrasie. Durant cette même période, l’évolution de Saint-Pierre-aux-Nonnains est également inconnue. L’étude archéologique des différents éléments architecturaux de l’église actuelle est donc incontournable.
Sur la fondation de l’édifice actuel, ancienne palestre gallo-romaine, la datation est certaine. Les datations archéologiques convergent vers le IVe siècle. Des briques estampillées portant respectivement les mots CAPI, CAPOX, ADIVTEX ou ADIVTICE ont en effet été trouvées dans les murs de Saint-Pierre-aux-Nonnains. Grâce à l’archéo-magnétisme, il a été possible de dater ces briques de 370 à 400. Les mots latins CAPOX et ADIVTICE ont également été retrouvés à Trèves. Saint-Pierre-Aux-Nonnains ne serait donc pas une construction mérovingienne comme certains érudits le pensaient au XIXe siècle, mais reprendrait une basilique romaine, contemporaine de l’Aula Palatina de Trèves, construite entre la fin du IIIe siècle et le début du IVe siècle. Il y a peut-être une liaison organique entre l’édifice basilical et le monument balnéaire, ce qui ferait de Saint-Pierre-aux-Nonnains la première église dotée de son propre baptistère, mais cette hypothèse est secondaire.
En revanche, sur la fondation de l’église paléochrétienne, dans les murs de l’ancienne palestre, la datation est incertaine. Deux thèses s’affrontent sur la datation de la fondation de l’abbaye. La première hypothèse est celle d’une fondation au VIIe siècle. Elle aurait eu lieu à l’époque mérovingienne, car des éléments seraient d’inspiration paléochrétienne. De plus, elle est soutenue par les spécialistes de l’orfèvrerie mérovingienne, les décors animaliers ne pouvant, selon eux, être postérieurs à la fin du VIIe siècle. La seconde hypothèse est celle d’une fondation au VIIIe siècle, c’est-à-dire avant l’époque carolingienne. Cette hypothèse est plausible si l’on rapproche le chancel d’autres chancels connus autour Metz. Cela correspondrait alors à l’œuvre rénovatrice de Chrodegang, qui commanda de nouveaux chancels pour la cathédrale et Saint-Pierre-le-Majeur. D’après Paul Diacre, les aménagements liturgiques étant nombreux sous son épiscopat (742-766). L’étude de datation est également basée sur des critères d’ordre stylistique : une parenté avec l’art lombard du VIIIe siècle est soupçonnée, notamment au niveau de la représentation du Christ. Cette perspective consoliderait encore la thèse d’une fondation datant de la seconde moitié du VIIIe siècle. Toutefois, on peut se demander si les fragments retrouvés font ou non partie d’une même phase d’aménagement. Finalement, l’hypothèse la plus couramment retenue est celle d’une fondation mérovingienne datant du VIIe siècle.
L’étude archéologique de l’édifice est indispensable, mais non suffisante, pour appréhender les différentes étapes de construction de l’édifice actuel. L’approche documentaire s’intéressant aux sources documentaires contemporaines de l’édifice est dont nécessaire. Le premier des textes plus ou moins officiels faisant mention de cette abbaye est la Vita Sanctae Walrade (vie de sainte Valdrade ou Valdrée), datant de l’époque carolingienne. La fondation de l’église Saint-Pierre-aux-Nonnains serait, selon cette source, attribuée à un certain duc Eleutherius, sous Thibert II (595–612) et Thierry II (mort en 613) ou sous Thibert III et Thierry III. La sainte, morte en 620, aurait été enterrée devant l’autel de sainte Agathe. Eleutherius est également cité par le Pseudo-Frédégaire en 643. Ces indices placeraient donc la fondation au VIIe siècle, la dédicace à saint Pierre n’étant toutefois attestée qu’à l’époque carolingienne. Le fait que Saint-Pierre-aux-Nonnains soit une possession royale ou impériale a permis de conserver quelques actes majeurs qui attestent sa fondation à l’époque mérovingienne. Cette origine est corroborée par un diplôme d’Otton Ier, répété même par Otton II et Otton III. Référence y est faite au privilège du roi Thierry accordant aux moniales le droit d’élire leur abbesse et de choisir leur avoué. Deux autres textes anciens traitent de Saint-Pierre-aux-Nonnains : le premier mentionne un testament de Waldrade en faveur de l’abbaye aux alentours de 600, et le second, un diplôme de Charlemagne, mentionne pour la première fois le monastère en 781.